# Diócesis de Germa en Galacia
La sede titular de Germa in Galatia (en latín: Germensis in Galatia) es una sede titular de la Iglesia católica.

## Episcopologio
- Paolo Gillet, desde el 7 de diciembre de 1993
- Ricardo Blázquez Pérez (8 de abril de 1988-26 de mayo de 1992);
- Filippo Aglialoro (5 de octubre de 1957-4 de febrero de 1988);
- Francesco Monaco (12 de diciembre de 1953-2 de octubre de 1956);
- Pietro Severi (21 de junio de 1948-8 de enero de 1953);
- Angelo Rossini (18 de julio de 1942-10 de marzo de 1947);
- Francesco Pieri (2 de febrero de 1941-6 de diciembre de 1941);
- Jean Raynaud (5 de julio de 1916-25 de noviembre de 1937).